# 荃灣西約體育館

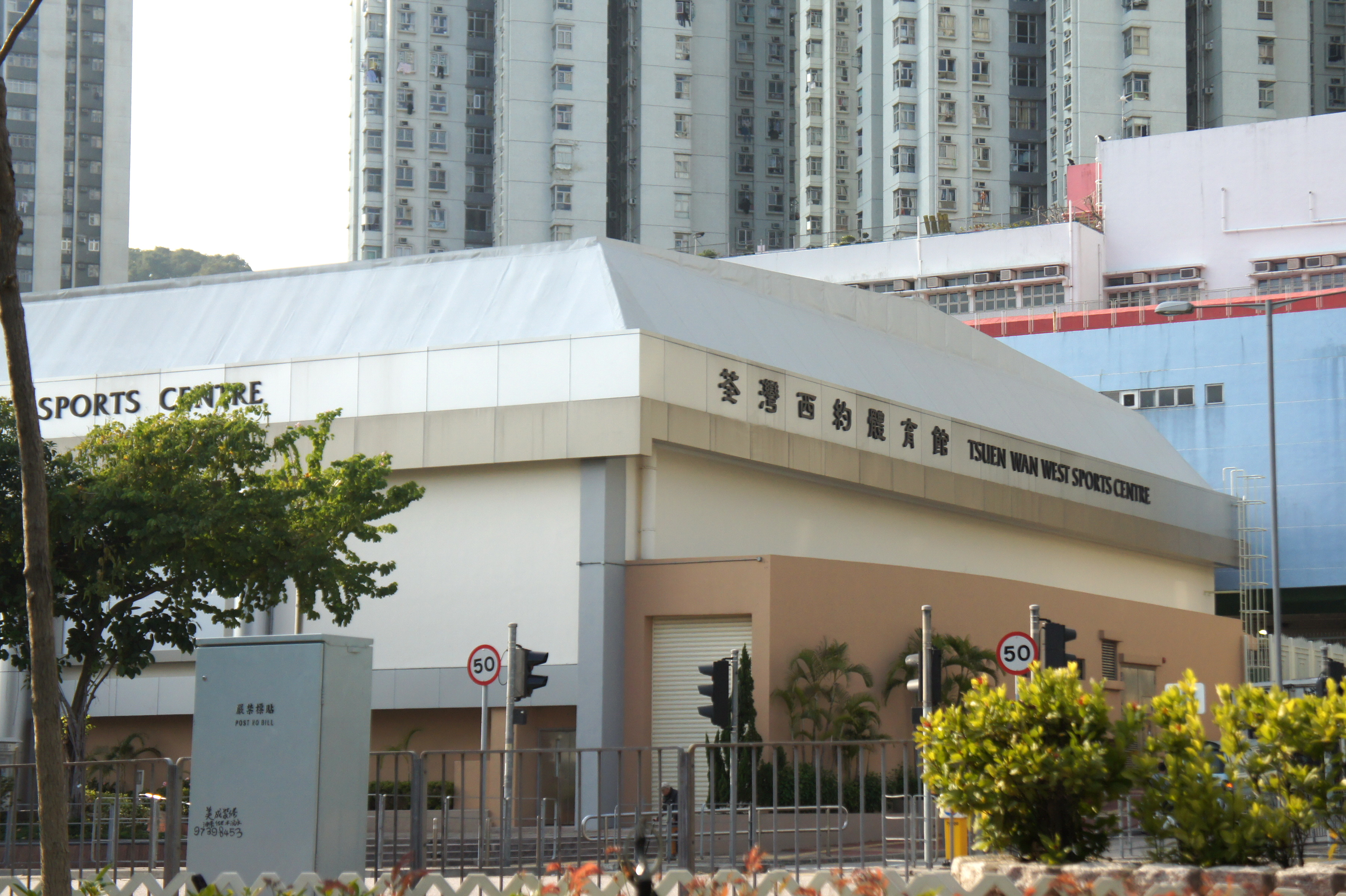
荃灣西約體育館

荃灣西約體育館（英語：Tsuen Wan West Sports Centre），香港室內體育館，位於香港新界荃灣西約海安路68號；於1997年4月6日啟用。

## 設施
- 一個可提供兩個籃球場/兩個排球場或八個羽毛球場的多用途主場
- 一個壁球室 (可用作乒乓球室/多用途活動室)
- 一個健身室
- 一個多用途活動室

## 鄰近
- 灣景花園
- 麗城花園